# Great Glen

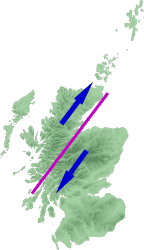
Falla del Gran Glen en Escocia

El Great Glen o Gran Glen (en gaélico escocés, An Gleann Mòr), también conocido como Glen Albyn, Glen More o depresión de Glen More, es un conjunto de valles escoceses que se extienden a lo largo de más de 100 km desde Inverness, en el fiordo de Moray, hasta Fort William, en el extremo del Loch Linnhe. 
El Great Glen sigue una línea de fractura en dirección NE-SO, que constituye la llamada "Falla del Great Glen", que divide las Tierras Altas de Escocia (Highlands) en dos zonas: la de los montes Grampianos al sureste y la de Inverness o Tierras Altas propiamente dichas, al noroeste.
Esta depresión de Glen More tiene una serie de valles y, entre ellos, se encuentran el lago Ness y el canal de Caledonia. Es una ruta natural a través de las Tierras Altas y como tal es utilizado tanto por el canal de Caledonia como por la autopista A82, que conectan a Inverness, en la costa este, con Fort William en el oeste. Su importancia estratégica para controlar a los clanes de las Highlands, sobre todo durante las revueltas de los jacobitas del siglo XVIII, se reconoce por la presencia de asentamientos como Fort William en el sur, Fort Augustus en el centro o Fort George en el norte.

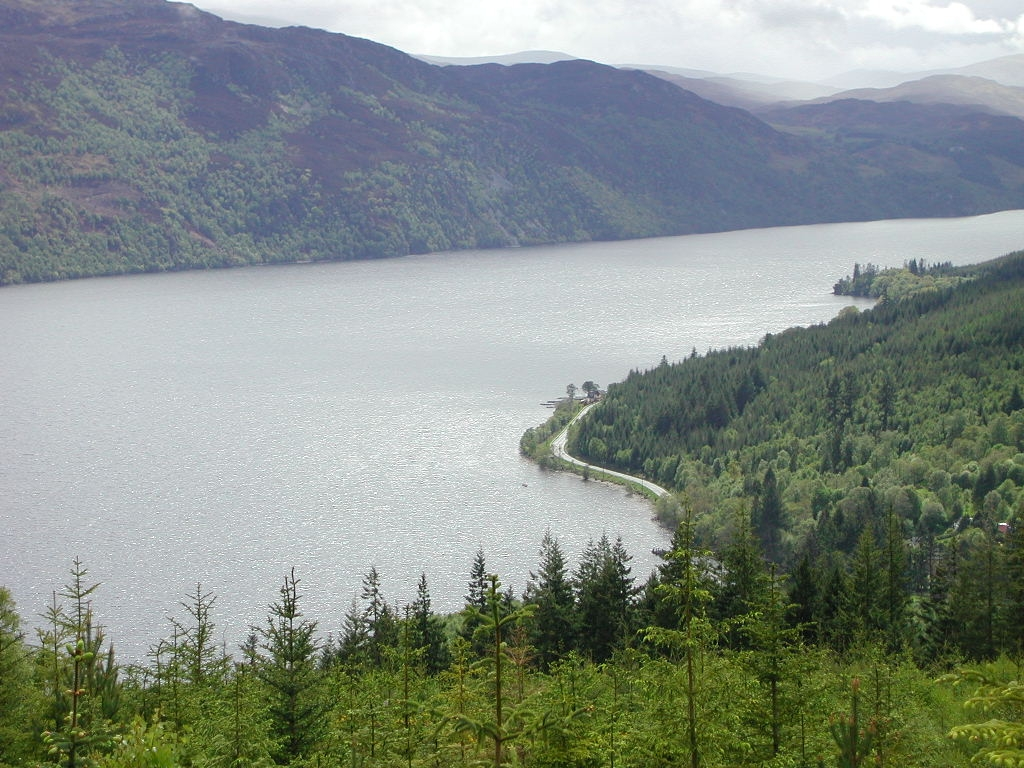
El Lago Ness, en el Great Glen

Gran parte del Glen está ocupado por una serie de lagos (lochs) conectados entre sí por ríos. El canal de Caledonia utiliza en parte estos lagos, pero no así los ríos, que no son navegables. De noreste a sudoeste, los accidentes hidrográficos que ocupan el Glen son el río Ness, el Loch Dochfour, el Lago Ness, el río Oich, el Lago Oich, el Lago Lochy, el río Lochy y el Loch Linnhe. La divisoria de aguas se sitúa entre el Loch Oich y el Loch Lochy. El Loch Linnhe por su parte es un lago de agua salada en el que desembocan tanto el río Lochy como el canal de Caledonia. En el extremo norte, el río Ness desemboca en el fiordo de Moray.
- Datos: Q403657
- Multimedia: Great Glen / Q403657